# Обгортка (одяг)

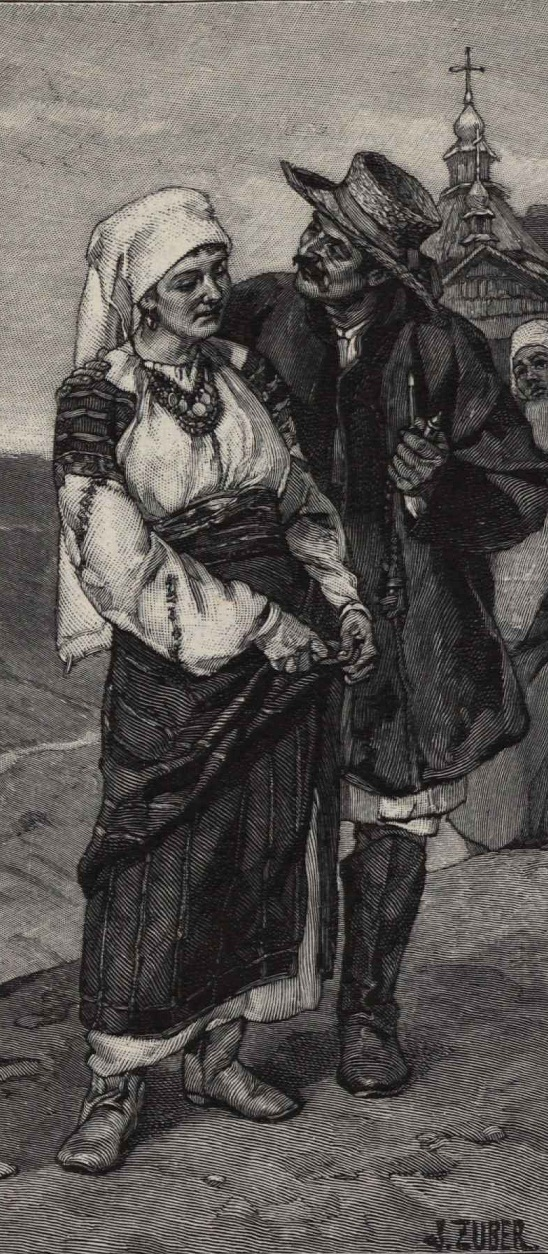
Буковинці

Обгортка (опинка, горботка, фота) — поясний чорний одноплатовий жіночий одяг, тканий з овечої вовни. Обгортку носили зверху по сорочці, обгортаючись нею навколо стану. Передній кінець обгортки значно заходив один на інший і при цьому частіше один, а інколи два кінці закладалися за пояс. Обгортка за орнаментом ділилася на три частини, задня частина була однотонна без продовгастих смуг, а дві передні пали поздовжні вузькі смужки. Внизу з обох боків полотнища були три смуги, середня з них була ширшою, а дві бічні вужчими. Такі обгортки називалися — опинками. Обгортки були поширені на обох берегах Дністра.
Фота — це різновид обгортки, який виготовлявся фабрично, така обгортка була святковою та виготовлена наполовину з шовку. Широка смужка у фоті була темно-червоного кольору, а дві вужчих — білі.